# 报祖祠大殿
报祖祠大殿，位于中国福建省寿宁县南阳镇南阳村，为一个省级文物保护单位，类型为古建筑，为第五批福建省文物保护单位，公布时间为2001年1月20日。
报祖祠大殿的历史年代为明。